# Fenestraja plutonia
 Fenestraja plutonia és una espècie de peix de la família dels raids i de l'ordre dels raïformes.

## Morfologia
- Les femelles poden assolir 25,3 cm de longitud total.[3]

## Reproducció
És ovípar i les femelles ponen càpsules d'ous, les quals presenten com unes banyes a la closca.

## Hàbitat
És un peix marí i d'aigües profundes que viu entre 290–750 m de fondària.

## Distribució geogràfica
Es troba a l'oceà Atlàntic occidental central: des de Carolina del Nord (els Estats Units) fins al Golf de Mèxic.

## Observacions
És inofensiu per als humans.